# Gesneria brevifolia
Gesneria brevifolia är en tvåhjärtbladig växtart som beskrevs av Ignatz Urban. Gesneria brevifolia ingår i släktet Gesneria och familjen Gesneriaceae. Inga underarter finns listade i Catalogue of Life.